# Стюарт, Джеймс, 5-й лорд-стюард Шотландии
Джеймс Стюарт (англ. James Stewart; ок. 1243—1309) — 5-й лорд-стюард Шотландии, участник англо-шотландских войн.

## Биография
Джеймс Стюарт был старшим сыном Александра Стюарта, 4-го лорда-стюарда Шотландии, и Джин Макрори. В 1286 году, после смерти короля Александра III он стал одним из шести Стражей-регентов Шотландии при малолетней королеве Маргарет Норвежской. В период кризиса власти, наступившего после смерти Маргарет, Джеймс Стюарт был сторонником одного из главных претендентов на шотландский трон, Роберта Брюса, лорда Аннандейла. 9 июля 1297 года он, в числе других представителей шотландской знати, признал короля Англии Эдуарда I в качестве короля Шотландии, но когда в 1298 году Уильям Уоллес поднял восстание, Джеймс Стюарт немедленно примкнул к нему. После поражения Уоллеса в битве при Фолкерке он продолжил борьбу, поддерживая Роберта Брюса, а затем его внука, будущего короля Роберта I Брюса.
В 1302 году вместе с шестью другими послами, в том числе Джоном Комином, графом Бьюкеном, он был отправлен к французскому королю за помощью против Эдуарда I, но 23 октября 1306 был вынужден вновь присягать на верность королю Англии. Для большей убедительности эта клятва верности была принесена на двух священных шотландских крестах. Он согласился подвергнуться немедленному отлучению от церкви в случае, если нарушит эту клятву. Тем не менее, будучи убежден, что его преданность родной стране выше всех других клятв, он вновь примкнул к Брюсу и умер в 1309 году, будучи у него на службе.

## Семья
Джеймс Стюарт был женат трижды: первым браком на Сесилии де Данбар, дочери графа Патрика де Данбар, вторым браком на Мюриель Стратерн, дочери мормэра (графа) Стратерна Малиса II, и третьим браком на Эгидии де Бург, дочери Уолтера де Бурга, 1-го графа Ольстера.
Дети от третьего брака:
- Эндрю Стюарт
- Уолтер Стюарт (1292—1327), 6-й лорд-стюард Шотландии
- Эгидия Стюарт
- Джон Стюарт (?-1318), погиб в битве при Дандолке
- Джеймс Стюарт, наставник будущего короля Роберта II